# Amarti è l'immenso per me
Amarti è l'immenso per me è un brano musicale scritto da Eros Ramazzotti, Piero Cassano e Adelio Cogliati, cantato dallo stesso Eros Ramazzotti in duetto con Antonella Bucci nel 1990.
Girano voci che la parte femminile fosse inizialmente destinata alla cantante statunitense Whitney Houston, ma la star dovette rifiutare, poiché vincolata da un contratto in esclusiva, e la parte fu assegnata alla giovane Antonella Bucci (che era la voce guida della parte femminile del brano). Spesso nei video presenti su Internet la voce femminile è erroneamente attribuita a Giorgia.
Il brano è stato pubblicato come secondo singolo tratto dall'album In ogni senso, quinto dell'artista romano. È divenuto una hit mondiale durante la stagione 1990-1991, scalando le classifiche di tutta Europa e dell'America Latina, dove è stato tradotto in spagnolo con il titolo Amarte es total.

## Formazione
- Eros Ramazzotti - voce
- Antonella Bucci - voce
- John Giblin - basso
- Charlie Morgan - batteria
- Paolo Gianolio - chitarra acustica, chitarra elettrica, programmazione
- Celso Valli - pianoforte, tastiere, archi